# Lasioglossum limbelloides
Lasioglossum limbelloides är en biart som först beskrevs av Blüthgen 1931.  Lasioglossum limbelloides ingår i släktet smalbin, och familjen vägbin. Inga underarter finns listade.